# Hyperaeschrella dentata
Hyperaeschrella dentata är en fjärilsart som beskrevs av George Francis Hampson 1892. Hyperaeschrella dentata ingår i släktet Hyperaeschrella och familjen tandspinnare. Inga underarter finns listade i Catalogue of Life.